# Puccinia solidipes
Puccinia solidipes ist eine Ständerpilzart aus der Ordnung der Rostpilze (Pucciniales). Der Pilz ist ein Endoparasit der Korbblütlergattung Piptothrix. Symptome des Befalls durch die Art sind Rostflecken und Pusteln auf den Blattoberflächen der Wirtspflanzen. Sie ist in Mittelamerika verbreitet.

## Merkmale

### Makroskopische Merkmale
Puccinia solidipes ist mit bloßem Auge nur anhand der auf der Oberfläche des Wirtes hervortretenden Sporenlager zu erkennen. Sie wachsen in Nestern, die als gelbliche bis braune Flecken und Pusteln auf den Blattoberflächen erscheinen.

### Mikroskopische Merkmale
Das Myzel von Puccinia solidipes wächst wie bei allen Puccinia-Arten interzellulär und bildet Saugfäden, die in das Speichergewebe des Wirtes wachsen. Ihre Spermogonien wachsen oberseitig auf den Wirtsblättern. Die blattunterseitig wachsenden Aecien der Art sind gelblich und stehen in kleinen Gruppen. Sie besitzen 23–29 × 18–24 µm große, kugelige bis breitellipsoide Aeciosporen mit warziger Oberfläche. Die beidseitig wachsenden Uredien des Pilzes sind zimtbraun. Ihre gleichfalls zimtbraunen Uredosporen sind 27–34 × 24–28 µm groß, eiförmig bis breit ellipsoid und stachelwarzig. Die beidseitig wachsenden Telien der Art sind schwarzbraun, pulverig und unbedeckt. Die kastanienbraunen Teliosporen sind zweizellig, in der Regel breit ellipsoid und 42–53 × 36–39 µm groß. Ihre Stiele sind farblos und bis zu 150 µm lang.

## Verbreitung
Das bekannte Verbreitungsgebiet von Puccinia solidipes reicht von Guatemala bis nach Mexiko.

## Ökologie
Die Wirtspflanzen von Puccinia solidipes sind Piptothrix areolare und Piptothrix palmeri. Der Pilz ernährt sich von den im Speichergewebe der Pflanzen vorhandenen Nährstoffen, seine Sporenlager brechen später durch die Blattoberfläche und setzen Sporen frei. Die Art durchläuft einen Entwicklungszyklus mit Spermogonien, Aecien, Telien und Uredien, vollzieht aber keinen Wirtswechsel.

## Taxonomie
Die Art wurde 1918 durch Herbert Spencer Jackson und Edward Willet Dorland Holway erstbeschrieben.